# Оршава
Оршава или Оршова, раније Ршава (рум. Orşova, мађ. Orsova) град је у Румунији. Она се налази у крајњем југозападном делу земље, у историјској покрајини Банат. Оршава је други по значају град у жупанији Мехединци.

## Историја
По једном бугарском извору Оршаву је као град основао Илирик, први бугарски краљ. То је могло бити једино на римским темељима града, који је раније постојао. Постоје бројни налази римског присуства на том месту. Бугарски град су потом Мађари под Арпадом од бугарског кнеза Влада, на јуриш освојили. У 14. веку основан католички францишкански манастир у Оршави, да би ту угушио богумилску јерес. Турски војсковођа Хасан бег Аму (можда Омер?) заузео је 7. јула 1521. године снажно јуришајући град Оршаву, где је стационирао своју војску. Прешли су из Србије у Оршаву 1525. године, народне старешине: Крста, Радојица, Стојан и Цветко. Године 1688. заузели су Аустријанци Оршаву, али Турци су је преотели већ 1689. године. Јула 1717. године аустријски војсковођа Еуген Савојски је заузео између осталих градова и Оршаву, истеравши Турке. Године 1735. Аустријанци су утврдили Оршаву, за одбрану од Турака. 15. августа 1738. године добили су Турци мировним уговором Оршаву у посед. Свиштовским миром 1791. године остала је само Оршава у аустријским рукама, остало су заузето вратили Турској.
По једном српском извору, старији назив места је био "Урсова".
Српски вожд Карађорђе је писао 1810. године француском краљу, о територијалним захтевима Србије. Тражене су као услов да се потпише примирје са Турцима, и варошице Фетислам (Кладово) и Стара Оршава, "које су пређе била саставни део Србије". Негде крајем мађарске буне 1848-1849. године близу Оршаве, на граници Угарске и Румуније била је тајно закопана у земљи угарска круна. Она је касније, у лето 1853. године ископана и сада се налази на царском двору у Бечу. Ту је аустријски цар подигао капелу у спомен проналаска круне Св. Стефана. Године 1854. почела је изградња жељезничке пруге Темишвар-Оршава. Из Оршаве иду и долазе лађе из Беча, Пеште, Титела, Земуна, Београда, Панчева - са робом или путницима. У 19. веку "права" или Стара Оршава је крајња источна тачка аустријског царства на Дунаву (1859). Други жандармеријски пук АУ имао је 1882. године једну своју чету у Оршави. Услед велике експлозије у Фабрици за осветљење у Оршави, септембра 1902. године разрушен је велики део тамошње Касине, док су четири грађанина настрадала. Септембра 1914. године аустро-угарске трупе су запоселе Оршаву. Наредили су да се сво становништво исели из града, и остане на четири километра далеко, из тактичких разлога. Силан народ је издржао десет дана, па се силом вратио својим кућама. Срби су бомбардовали Оршаву због једног војног воза који је приспео тамо. Једна топовска граната је упала у салу једног ресторана, и разнела бисту цара Фрање Јосифа. Румунске трупе су 30. августа 1916. године заузели Оршаву, потиснувши Аустријанце. После огорчене борбе заробили су у граду седам топова хаубица и много ратног материјала.
Нова Оршава је био назив за Адакале тј. "Острвски град", утврђени град смештен на једној дунавској ади, са свим градским здањима, утврђеним зидинама. Основан је од стране аустријског цара Леополда. Турци су је освојили током рата 1738. После београдског мира стара Оршава је припала Аустрији, а Нова Оршава Турској до 1867. године. Војвода Миленко је 1804. године по налогу Карађорђевом, отишао са својом војском на Адакале и посекао све ту склоњене дахије. Јоаким Вујић 1839. године путујући за Букурешт примећује да ту постоје неугледни турски шанчеви и топовске батерије, злогласни турски казамати, две џамије са кућама наоколо. Да би 1879. године, након Берлинског конгреса и она припала Аустрији, а Турци се повукли. Налазила се "нова" наспрам "старе" Оршаве, на средини Дунава, и са друге, српске стране се налазила тврђава "Елизабет". Тврђава је била под турском командом као потпора Адакалеу. По уговору Срби су 1868. године разорили у потпуности ту тврђаву.
Школа у Оршави постоји од 1747. године. Године 1839. Стара Оршава је милитарска варош на Дунаву у којој се налазе: православна црква Св. Николе, римокатоличка црква ("римска"), свратиште "Код Златног јелена", Армиција (царинарница) и Контумац (карантин). Ту се у поменутим државним установама налази много чиновника. У око 600 домова живи око 4.000 становника, од којих су најбројнији Власи, па Срби а најмање је Шваба.
У Оршави је седиште агентуре Паробродског друштва аустријског Лојда (1905).
Већина Оршаве била је потопљена између 1965. и 1970. године како би се омогућила изградња хидроелектране Ђердап, што је довело до кретања железничке пруге Турну-Северин до Карансебеша и изградње новог дела града, који се састоји од блокова. Близу жељезничке станице Оршава је мало бродоградилиште.

## Срби у граду и околини
У Оршави динамичном градићу на Дунаву, одувек је било Срба, који су ту живели и радили. По податку из 1900. године ту је било 180 Срба.
Деспот Ђурађ Бранковић је у Оршави саставио и послао позивницу 12. јуна 1689. године Србима да се дигну на устанак против Турака. На једном старом документу, потписао се 6. фебруара 1726. године "кнез од Хршаве" (Оршаве) Радомир. Он је исте године и посланик на српском црквено-народном сабору. Место Стара Оршава је припадало као православна парохија Мехадијском протопрезвирату. Сретко из Оршаве је 1727. године учествовао на српском црквено-народном сабору. Те године је посланик и биров Павле Мрзаковић. Ту је 1824. године на служби један свештеник, парох поп Василије Поповић. Поп Димитријевић Петар је оршавски парох и посланик на сабору 1731. године.
У старој Оршави се родио 9. марта 1836. године, српски песник Стева Миленковић (1836—1890). Отац му је био као мајор управник граничног кордона. Стеван се бавио аустријском картографијом, као капетан. Живео је у словеначкој Горици. Германизовао се и тамо је познат као Стеван Милов. Објавио је више збирки песама, на немачком језику.
Будимски Срби трговци Михајло Стојановић и ортак Фруша су се судски спорили због неслоге, када су се 1838. године бавили у Оршави и трговали. Преметали су слану рибу, пиринач и другу робу.
Јануара 1842. године изгорела је у Оршави кућа Лазара Поповића "познатог нашег родољупца". За Фонд Матице српске приложио је 1843. године Јован Вулетић трговац из Оршаве, 1 ф. Владика вршачки има у свом наслову и називе (1857)- Карансебешки, Оршавски и Мехадијски. На Мајској скупштини у Карловцима 1848. године, изабран је у Главни одбор Српског покрета посланик из Оршаве, Васиљевић.
Јоаким Вујић познати путописац се обрео око 1839. године у Оршави. Стара Оршава је у то време милитарска варош са око 600 домова са 4.000 житеља од којих су најбројнији Власи. Има и Србаља, обаче они су се повлашили и скоро сасвим свој матерњи језик позаборављали; него само неки, а најпаче терговци што Србски говоре. Путник је коначио у крчми "Код Златног јелена" отворене наспрам православне цркве Св. Николе.
О Србима су лепо сведочанство присуства, спискови претплатника српских књига и новина. Рајићеву историју је узео претплатом 1794. године "благородни" Данил Алексијевић из Оршаве. Претплату за "Новине сербске" у Бечу, примали су у Оршави 1813. године, Јаков Павловић и Јосиф Милутиновић "блумбирер". Тако је српску књигу купило у Оршави једанаест претплатника са српским презименима, а осталих шест су можда Бугари и Цинцари. Најпре је племић Василије Демелић "от Пањове", јерођакон Василије Поповић, те Милутиновић, Павловић, Грубетић (контумацки амтшрајбер), Поповић, Ценовић, Георгијевић, Петар от Алексијевић и Тома Солар. Скупљач претплате за Вукову књигу српских народних песама из 1815. године био је у Оршави, Јаков Павловић. Купци српске књиге 1820. године у "старој" Оршави су: Николај Павловић, Матеј Живановић и Лазар Филиповић. Вуков српски речник истумачен немачким и латинским речима наручили су 1818. године житељи "Ршаве": Константин Павловић, Матија Живковић ц и к "латов", Петар Недељковић, Петраки Д. Кулаоглу, племкиња Сара Михајловица от Карапанџића те Неготинац - Станоје Марковић. Дидактичко дело Јана Амоса Коменског (али које није никад изашло из штампе) могло се 1819. године наручити код Фоте Поповића у Оршави. Скупљач претплате за бечке "Новине сербске" 1819. године у "Старој Оршави", Лазар Ф. Поповић. Културна хроника Старе Оршаве се наставља и 1820. године. Тада преведену забавну књигу о Солеминини и њеним причама током 1001 ноћи, купују и Срби у Оршави: Николај Павловић, Матеј Живановић, Лазар Ф. Поповић скупљач пренумерације. Дело Атанацковића о човечности, стигло је лађом низ Дунав, и у Стару Оршаву 1823. године. узели су је редовни читаоци: Никола Павловић, Матија Живановић и Лазар Ф. Поповић. У Земуну је 1828. године српску историјску књигу узео, Арсеније Јовановић из Оршаве. Календар "Сербска пчела" који је излазио у Сегедину, набавио је 1831. године Петар Недељковић из Оршаве. Лепу књигу о Богородици купили су Срби у Оршави 1835. године, пишући се за пренумеранта у Мехадији. Били су ту побожни читаоци: поп Василије Поповић парох оршавски, Јован Вулетић купац, Лазар Јепир купац, Траило Петровић купац, Јован Вујчић "бинтермајстер", Димитрије Сердановић "кордонски шрајбер", две кћерке удовице капетана Радојковића, кћи удовице капетана Мерзића, кћи удове фенриха Гогелтана, кћи удове лајтанта Кериана и неколико њих са стране. Стеријину комедију "Злу жену" узели су у Панчеву неки Срби из Оршаве, господа трговци: Лазар Поповић, Павел Јовановић, Лазар Испар, Лазар Ђакон и Георгије Теодор. Из места "Нова Оршава" било је био је (1839) један претплатник, а из "Старе Оршаве" два претплатника Павловићевог "Српског народног листа". Практична књига о здрављу, друго издање карловачког "физика" Пејчића, отишла је 1840. године у Оршаву. Тамошњи скупљач претплате Лаза Ф. Николић скупио је 19 пренумераната у Оршави. Читаоци Оршавски су организовали пункт и 1842. године у "Старој Оршави". Привукла им је пажњу једна духовна књига на српском језику. Претплатили су се тада: Лазар Поповић трговац и комисионер, Лазар Јовановић трговац, Георгиј Тодору трговац, Павел Грубетић, Јован Испир трговац "за чада Катинку и Димитрија", Јован Вулетић трговац, Николај Јовановић, Лазар Хаџи Георг трговац, Јова Алексијевић трговачки калфа, Јован Вучић, Евгеније Илић сапунџија, Гица Јоргован "обер-крманош код Дампшифа" и скупљач претплате Никодим Димитријевић ђакон и грчки учитељ. Књигу о новим законским одредбама Угарске наручио је 1845. године Јован Вулетић трговац оршавски, у име десет читалаца. Рашићеву српску књигу објављену у Бечу купили су Срби читаоци из Оршаве 1852. године: Михаил Ђорђевић "кавалир" и комесар и Лазар Поповић великокупац.
Године 1854. у Оршави је формиран мали претплатнички пункт за једну српску књигу, превод са француског . На списку се налазе грађани места: Јован Живојновић контумаца надзиратељ, Илија Мунћан финансијски надзорник, госпођа Катарина Цицовић рођена Петровић и Алексиовић.
За подизање споменика српском песнику, калуђеру Лукијану Мушицком 1855. године прилог од 6 ф. су дали и грађани Оршаве: Јован Вулетић и његова супруга Султана, те четворо деце: синови Јован, Никола, најмлађи?, те кћи Милица, затим Коста Лујановић казанџија и Константин Лазаревић купац.
Умро је 1856. године у Оршави тамошњи купац (трговац) и шпедитер Павле Јовановић, у 60-ој години живота. За споменик Теодору Павловићу српском књижевнику и новинару дала је 1860. године - Оршава 2 ф. Госпођа Катарина Јосифовић је 1877-1878. године била претплатник новосадске "Заставе". Претплатник новосадског српског листа 1874-1875. године био је њен муж Петар Јосифовић из Оршаве. Њихов син Стефан је похађао панчевачку Реалку око 1873. године.
За сироте Херцеговце током устанка 1876. године Срби у Оршави су послали прилог од 32 ф. Оршава је за време владавине српског краља Милана Обреновића јак емигрантски центар у којем бораве бројни Срби. Постоји ту активна српска православна црквено-школска општина. Књижевник Драгутин Илић је ту кренуо са покретањем српско-бугарског листа "Славија", који румунска власт није дозволила. Српско-румунска читаоница у Оршави је приредила 3. марта 1888. године забаву са игранком, у корист читаонице библиотеке и месне основне школе.
Српски политичар Аврам Петронијевић се школовао у Оршави, одакле се вратио у Србију 1817. године. Док је био намештеник у контумацу у Оршави, где је радећи научио више страних језика. Краљевина Србија је имала од 1890. године почасног конзула у Оршави, у лицу тамошњег трговца Јована Васиљевића. Максим Лудајић судац из Оршаве дао је 1893. године прилог 5 ф. за подизање споменика књижевнику Јовану Суботићу у Земуну.
Дали су 1897. године оглас у новосадском листу браћа Николовић "из Оршове". За своју помодно-мануфактурну трговину тражили су "једног доброг помоћника" старог између 24-28 година, са знањем поред српског и немачког, мађарског и румунског језика.
У Оршави је 1898. године постојао почасни конзулат Краљевине Србије. Ту је бригу о Србима и интересима српске државе водио конзул Јован Васиљевић. Дописница новосадског листа "Застава", била је Сара Михајлова Карапанџић из Оршаве.
Године 1905. у градићу Оршави, Оршавског среза, Крашо-северинске жупаније живело је 180 Срба. А нема у месту српске школе. А у целом срезу, укупно у свих 14 насеља било је 255 српских православних душа.
Град Оршава представља једно од средишта културног живота за румунске Србе насељене у округу Мехединци. У овом округу Срби чине апсолутну већину у само једној малој општини, Свиници (88,67%), која гравитира Оршави.
По последњем попису из 2011. године у граду Оршави има 74 Србина становника.

## Географија
Град Оршава налази се у крајње јужном делу историјске покрајине Банат., недалеко од његове границе са Влашком. Оршава је смештена на обали Дунава, у доњем делу Ђердапа, а који је овде погранична река са Србијом. Наспрам града се налази српско место Текија. У позадини града налазе се крајња побрђа Карпата.
Образовањем Ђердапског језера стари део Оршаве је потопљен, па је данашњи град млад.
Град се простире на површини од 48,88 km².

## Становништво
| 1966. | 1977.  | 1992.  | 2002.  | 2011.  | 2021. |
| ----- | ------ | ------ | ------ | ------ | ----- |
| 8.112 | 13.701 | 16.009 | 15.379 | 10.441 | 8.506 |

Према попису становништва из 2021. године, у Оршави је било 8.506 становника, за 1.935 мање (-18,53%) у односу на попис из 2011. када је био 10.441 становник. После Дробета-Турну Северина, највећи је град у округу Мехединци.
Већину становништва чине Румуни са 78,58%, а од мањина најбројнији су Роми са 3,03% и Чеси 0,72% становништва.
| Етнички састав према попису из 2021.‍ | Етнички састав према попису из 2021.‍ | Етнички састав према попису из 2021.‍ | Етнички састав према попису из 2021.‍ | Етнички састав према попису из 2021.‍ |
| ------------------------------------ | ------------------------------------ | ------------------------------------ | ------------------------------------ | ------------------------------------ |
|                                      |                                      |                                      |                                      |                                      |
| Румуни                               | Румуни                               |                                      | 6.684                                | 78,58%                               |
| Роми                                 | Роми                                 |                                      | 258                                  | 3,03%                                |
| Чеси                                 | Чеси                                 |                                      | 61                                   | 0,72%                                |
| Немци                                | Немци                                |                                      | 27                                   | 0,32%                                |
| Срби                                 | Срби                                 |                                      | 24                                   | 0,23%                                |
| Мађари                               | Мађари                               |                                      | 14                                   | 0,16%                                |
| Турци                                | Турци                                |                                      | 4                                    | 0,05%                                |
| Остали                               | Остали                               |                                      | 12                                   | 0,14%                                |
| Непознато                            | Непознато                            |                                      | 1.422                                | 16,72%                               |

## Галерија
- Поглед на Оршаву
- Улица уз Дунав
- Римокатоличка црква
- Светионик
- Манастир Свете Ане
- Оршава под снегом
- Северни парк
- Мост преко Черне